# Vysokorychlostní trať Praha–Brno
Vysokorychlostní trať Praha–Brno je plánovaná vysokorychlostní trať, která má být součástí trasy RS1 Praha–Brno–Ostrava. Tato stavba je zařazená do programu TEN-T v rámci koridorů Orient/East Med a Rýnsko-dunajského.

## Trasa a parametry trati

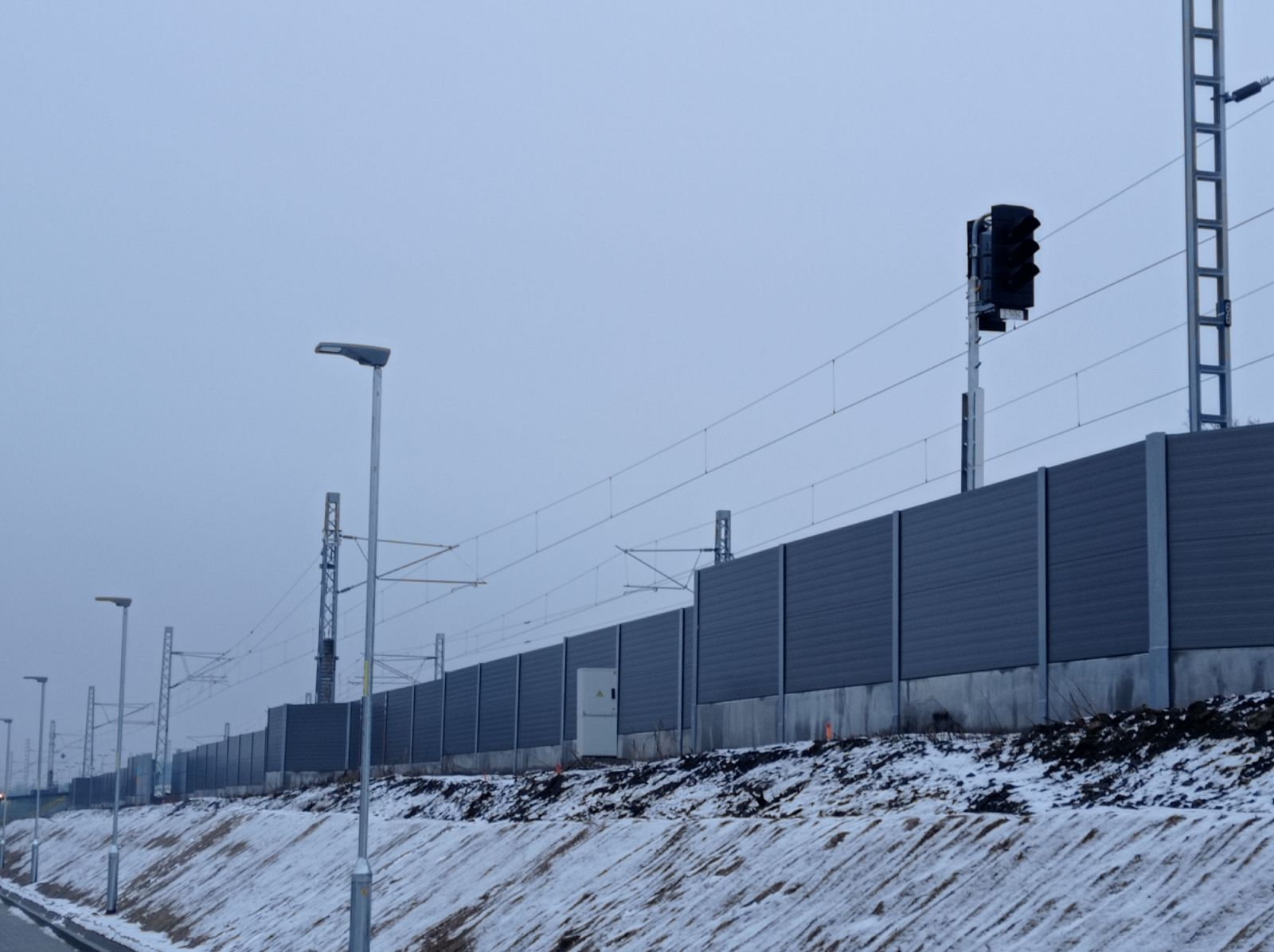
Koridor v Brně-Starém Lískovci, po kterém bude Vysokorychlostní trať zapojena do ŽUB

Studie proveditelnosti na trať byla dokončena v roce 2020. Centrální komise MDČR zvolila variantu s provozní rychlostí 320 km/h trasovanou severně přes Poříčany a Havlíčkův Brod.
Trasa vysokorychlostní trati se projektuje v úsecích VRT Praha, VRT Polabí, VRT Střední Čechy, VRT Vysočina I a VRT Vysočina II.
Úsek VRT Praha zaúsťuje vysokorychlostní tratě z východu do železničního uzlu Praha (ŽUP). Počítá s vybudováním trati v ose Vršovice – Zahradní Město – Běchovice, kde naváže úsek VRT Polabí. Součástí plánů na VRT Praha je také stavba sjezdu z vysokorychlostní trati na stávající konvenční trať Praha–Kolín v Praze-Běchovicích a vybudování 4. traťové koleje mezi stanicemi Praha-Libeň a Praha-Běchovice. Navazující úsek VRT Polabí vychází ze stanice Praha-Běchovice. Na okraji pražské aglomerace se bude nacházet terminál Praha východ, který má umožnit lepší dostupnost pro lidi z regionu. Na konci VRT Polabí se budou nacházet sjezdy na existující koridor a na budoucí vysokorychlostní trať k Hradci Králové. Dále trasa směřuje k Jihlavě přes úseky VRT Střední Čechy a VRT Vysočina. Ve Světlé nad Sázavou bude trať procházet přímo železniční stanicí a u Jihlavy se postaví terminál se sjezdem ke stanici Jihlava město. Trať již následně bude vedena k Brnu. Směrem od Brna k Velké Bíteši se postaví sjezd na současnou trať. VRT se zaústí do Brna pomocí koridoru ve Starém Lískovci.
První úseky Praha-Běchovice – Poříčany a Brno – Velká Bíteš by měly přibližně k roku 2030 zkrátit jízdní dobu z Brna do Prahy na 1 hodinu a 45 minut, po dokončení celé trati pak následně bude jízdní doba mezi oběma městy 50 minut. V Brně trať bude navazovat na vysokorychlostní tratě do Vídně/Bratislavy a na Ostravu a Warszawu. Brno se tak stane středobodem vysokorychlostních železnic ve V4, všechny vysokorychlostní tratě spojující jejich hlavní města budou procházet právě Brnem.

### Mezinárodní význam
Trať je důležitá pro celou Evropu, spojovat bude Berlín (skrze něj severní Evropu) s Vídní, Budapeští a jihovýchodní částí Evropy. Podle plánů EU na uhlíkovou neutralitu má síť vysokorychlostních tratí po celé Evropě k roku 2050 převést většinu cestujících z automobilů a letadel.

### Související stavby
Modernizaci podstoupí navazující tratě v okolí, neboť po nich budou vedeny některé spoje zajíždějící přes trať. Roku 2024 by se měly modernizovat se budou úseky mezi Vlkovem u Tišnova a Křižanovem a mezi Přibyslaví a Pohledem na rychlost 160 km/h. Elektrizovat se bude ze stejného důvodu trať mezi Zastávkou u Brna a Jihlavou, již dříve proběhla elektrizace do Střelic a probíhá modernizace do Zastávky u Brna.

## Náklady
Náklady na vysokorychlostní trať Praha–Brno zatím moc jasné nejsou. Dle průměrných evropských cen by trať stála 140 miliard Kč, studie SUDOP Praha z roku 2010 cenu odhadla na cca 200 mld. Kč. Program rozvoje rychlých spojení Ministerstva dopravy ČR počítal s náklady 120 mld. Kč v cenové hladině roku 2016. Tato částka však nezahrnuje úpravu a výstavbu železničních uzlů.